# 라플라주

라플라 주의 위치

라플라주(에스토니아어: Rapla maakond)는 에스토니아 서부에 위치한 주로 주도는 라플라이며 면적은 2,980km2, 인구는 36,678명(2009년 기준), 인구 밀도는 12명/km2, ISO 3166-2 코드는 EE-70이다. 동쪽으로는 얘르바 주, 남쪽으로는 패르누 주, 서쪽으로는 래네 주, 북쪽으로는 하리우 주와 접한다.

주기
주 문장

## 하위 행정 구역

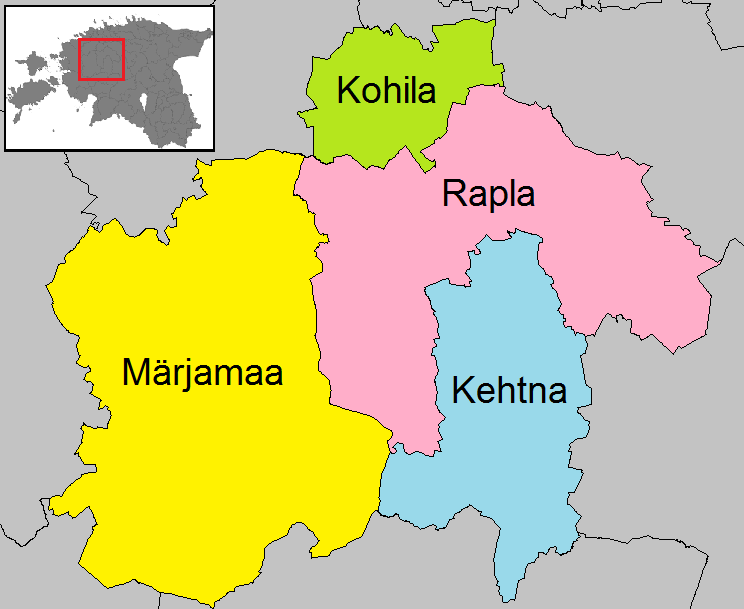
라플라 주의 하위 행정 구역

라플라 주는 4개 지방 자치체를 관할하는데 4개 군으로 나뉜다.
- 케흐트나군
- 코힐라군
- 매리아마군
- 라플라군